# Chevrolet Cobalt SS

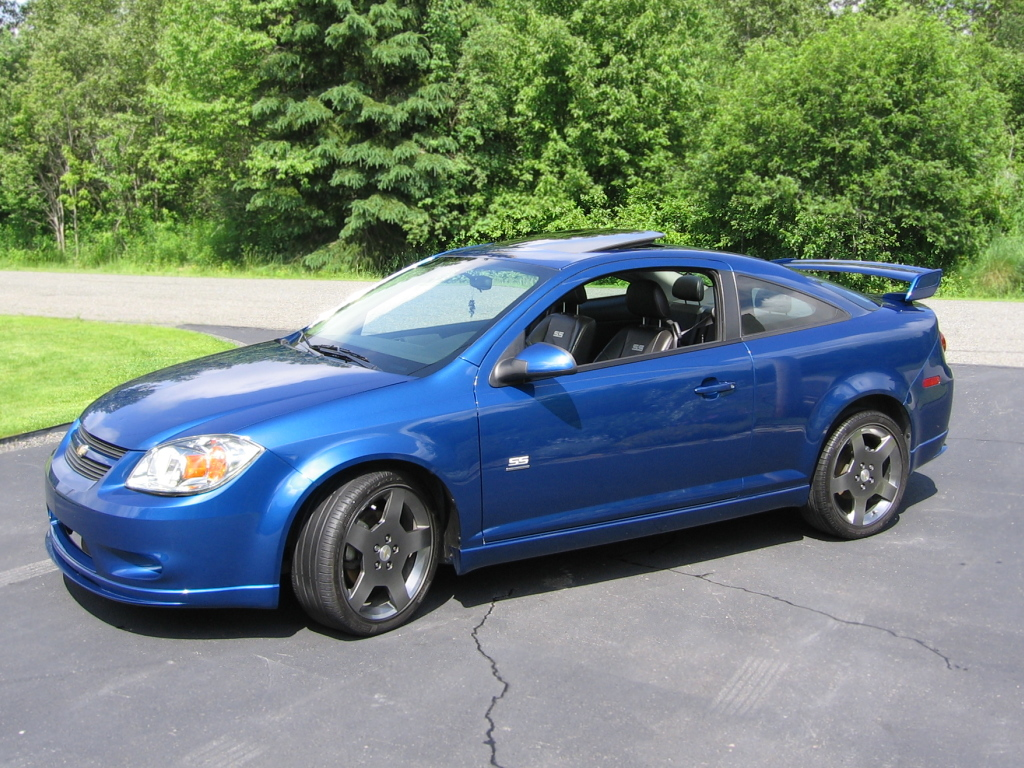
La voiture démontrer

La Chevrolet Cobalt SS comprend trois versions sport de la compacte Chevrolet Cobalt qui ont été construites sur la plate-forme General Motors Delta à Lordstown Assembly dans l'Ohio, aux États-Unis. Les trois versions comprenaient deux moteurs quatre cylindres en ligne suralimentés Ecotec et un troisième moteur atmosphérique qui fut plus tard appelé Cobalt Sport. SS est l'abréviation de Super Sport, un surnom historique utilisé par Chevrolet pour désigner des améliorations de haute performance qui répondent à certains critères.
La Cobalt SS a été la première incursion de GM sur le marché des tuners, avec un moteur suralimenté de 2,0 L et 205 ch (153 kW; 208 PS) fin 2004 en tant que modèle 2005, associé uniquement à la transmission manuelle F35 d'Opel. L'année suivante, un modèle 1SS équipé du nouveau moteur 2,4 L atmosphérique de 171 ch (128 kW; 173 ch) de GM a été ajouté; il avait des options de transmission automatique et manuelle. La production de la version suralimentée s'est poursuivie jusqu'en 2007; après une brève interruption, la SS a été relancé au deuxième trimestre 2008 avec un moteur turbocompressé de 2,0 L plus économique et plus puissant produisant 260 ch (194 kW; 264 ch) avant la fin de la production de la Cobalt en 2010. 
La Cobalt SS a reçu des critiques généralement positives, en particulier les versions turbocompressées et suralimentées. Dans une revue de 2013, le journaliste Patrick George l'a qualifiée de meilleure voiture compacte jamais fabriquée par General Motors et de potentiel "futur classique". Lors de sa première sortie en 2004, la version suralimentée a été saluée pour ses performances, mais a été critiquée pour sa qualité intérieure et son style extérieur, tous deux décrits comme rappelant trop sa prédécesseure, la Cavalier. Des rapports ont fait surface en mai 2009 selon lesquels General Motors prévoyait d'éliminer la Cobalt SS dès décembre 2009, mais ils se sont révélés faux,. La production s'est poursuivie, mais les options de commande pour les modèles de fin 2010 étaient limitées et la production de toutes les Cobalt s'est terminée en juin 2010. La voiture a été remplacée par la Cruze, mais une version haute performance comparable à la Cobalt SS n'a jamais été annoncée et la Cruze a mis fin à la production pour le marché nord-américain en 2019.

## Détails du modèle

### Aperçu
General Motors a utilisé cinq moteurs quatre cylindres en ligne différents dans la Cobalt au cours de la production et en a désigné trois comme modèles SS. Le premier a été lancé en 2004 en tant que modèle de 2005 avec un nouveau groupe motopropulseur qui avait fait ses débuts un an plus tôt sur la Saturn ION Red Line. Elle était uniquement disponible en tant que coupé Supercharged. Le moteur LE5 atmosphérique de 2,4 L été la prochaine SS à être lancée fin 2005 en tant que modèle de 2006, disponible en coupé et en berline pour la durée de sa production,. Cependant, fin 2007, au moment où l'annonce de l'annulation de la SS Supercharged a été faite, GM a également annoncé que le 2,4 L serait renommé "Cobalt Sport", rendant Chevrolet sans Cobalt SS pour le premier semestre de l'année modèle 2008. La Cobalt turbocompressé avec moteur LNF de 2,0 L a été la dernière à être lancée au deuxième trimestre de 2008. Elle était initialement disponible uniquement en tant que coupé jusqu'à ce qu'une option berline soit proposée pour l'année modèle 2009, mais a de nouveau été supprimée pour 2010 après une production de moins de 500 exemplaires.
Les trois modèles Cobalt SS sont équipés de freins à disque antiblocage à quatre roues. Par rapport à la Cobalt de base, la SS a des carénages avant et arrière abaisser pour un look plus agressif avec des phares antibrouillard intégrés, des moulures de bas de caisse latérales, des accents intérieurs et une pointe d'échappement chromée. Exclusif a la Cobalt 2,0 L, un groupe analogique sport en titane avec un compteur de vitesse de 260 km/h au Canada), une jauge de suralimentation montée sur le montant A, sièges baquets avant inclinables avec surfaces d'assise en cuir bicolore, appuie-tête à réglage vertical et lombaires et réglages de la hauteur côté conducteur et une suspension sport FE5 avec une barre stabilisatrice avant de 24 mm et une barre stabilisatrice arrière de 22 mm.

### SS Supercharged (Suralimentée)
Disponible uniquement en coupé, la SS Supercharged était équipée du moteur LSJ Ecotec 2,0 L avec un compresseur de type Eaton M62 Roots et un refroidisseur intermédiaire air-liquide. Le moteur développe 205 ch (153 kW) à 5 600 tr/min et 271 N m à 4 400 tr/min. Des roues de 18 pouces à rayons larges avec des pneus été Pirelli P215/45R18 étaient de série. En option pour la LSJ était une finition de performances codé G85 qui ajouté des sièges baquets Recaro et un Limited Slip Differential (LSD). Le LSD était facultatif pour les modèles de 2005 (la finition de performance avait le LSD) et était standard dans les modèles de 2007 à 2010. L'option G85 a continué dans la Cobalt LNF, mais n'ajouté que le LSD. La voiture est devenue remarquable pour un aileron haut de gamme qui était standard en 2005, mais en option à partir de 2008, lorsqu'un aileron plus bas était utilisé sur toutes les autres Cobalt coupés est devenu une option.
GM a offert des finitions pour des mises à niveau des performances installés par le concessionnaire appelés «stage kits» qui étaient couverts par la garantie d'usine. Le kit Stage 1 se compose de nouveaux injecteurs de carburant et d'une reprogrammation de l'ECU, et offre jusqu'à 30 ch (22 kW) supplémentaire. Le kit Stage 2 se compose de nouveaux injecteurs de carburant et de la même reprogrammation avec une courroie et une poulie en serpentin plus petites pour le compresseur, produisant 36 ch (27 kW) supplémentaire et un couple de 24 N m. Les kits Stage 1 et 2 augmentent la ligne rouge du moteur à 7 000 tr/min. Le kit Stage 3 se compose d'une poulie de suralimentation plus petite de 76 mm (3,0 pouces), d'une plaque d'extrémité de refroidisseur intermédiaire à 2 passes et d'un ECU de remplacement personnalisable. Le calculateur du kit Stage 3 permet l'utilisation de 50 coups de carburant nitreux, 100 d'octanes et une ligne rouge réglable de 6 750 à 8 000 tr/min. Le kit Stage 3 produit 248 ch (185 kW) en utilisant du carburant 93 octane et jusqu'à 260 ch (194 kW) en utilisant du carburant 100 octane, et une puissance beaucoup plus élevée avec du nitreux. Le kit Stage 3 est réservée à un usage sur pistes, et pour souligner cela, la climatisation est désactivée avec l'ECU Stage 3.
Les sauts de roue, le patinage et un manque général de traction étaient des problèmes fréquemment rencontrés avec la Cobalt suralimentée en raison de sa configuration d'entraînement avant et de son couple relativement élevé. Des supports de transmission et de moteur améliorés à l'avant et à l'arrière aideraient à atténuer ces problèmes. Plus tard, la division GM Performance a tenté de corriger ces problèmes dans la voiture turbocompressée en fournissant des pneus plus larges et plus collants et des essieux plus solides.

### SS Turbocharged (Turbocompressée)
Le moteur LSJ ne répondait pas aux exigences d'émissions pour l'année modèle 2008, et le contrat de General Motors avec Eaton avait expiré,. La Cobalt SS de 2,4 L non suralimentée a également perdu sa désignation Super Sport pour l'année modèle 2008 et a été renommée «Sport», ne laissant aucune SS en production. Cependant, à l'automne 2007, une Cobalt SS plus puissante a été annoncé pour le deuxième trimestre de 2008. Elle serait équipée du moteur LNF Ecotec, VVT turbocompressé de 2,0 L à injection directe, développant 260 ch (194 kW) à 5 300 tr/min et 353 N m à 2 000 tr/min, restant accouplé à boîte manuelle F35 à 5 vitesses. Le moteur avait été introduit dans une application de traction arrière pour la plate-forme GM Kappa 2007, qui comprend la Saturn Sky, la Pontiac Solstice et l'Opel GT.
Autre nouveauté pour la SS de 2008: des sièges sport UltraLux brodés avec des inserts SS de type suède, plusieurs nouvelles couleurs extérieures et des roues plus larges de 18 pouces (460 mm) forgées à rayons divisés avec des pneus Continental AG P225/40R18 de style similaire à ceux proposés pour la Chevrolet Corvette C6. L'électronique de la voiture était également nouvelle et, en plus d'une assistance accrue dans des conditions de traction médiocres, une fonction "changement de vitesse sans levage" a été ajoutée, ce qui permet au conducteur de maintenir la suralimentation du turbocompresseur pendant les passages à une vitesse supérieure. Pendant un changement de vitesse sans levage, le conducteur commence le changement de vitesse normalement en appuyant sur l'embrayage, mais la pédale d'accélérateur est maintenue grande ouverte pendant que le changement est terminé. Autre nouveauté: le "contrôle de lancement", qui fait avancer l'accélérateur à environ 4 800 tr/min jusqu'à l'engagement de l'embrayage, permettant des lancements plus cohérents en situation de compétition. Pour activer le contrôle de lancement, le conducteur appuie deux fois sur le bouton de contrôle de traction qui désactive d'abord le contrôle de traction, puis informe le conducteur via le centre d'information du conducteur que le Competitive Mode est actif et que le contrôle de lancement est prêt à l'emploi. Les propriétaires de Cobalt Turbocharged ont constaté que de meilleurs temps peuvent être atteints en course lorsque la voiture est lancée manuellement[réf. nécessaire]. Ces fonctionnalités aident à propulser la voiture de 0 à 97 km/h en 5,5 secondes, et faire un quart de mile en 13,9 secondes à 165,0 km/h.
La nouveauté pour 2009 était l'option berline quatre portes susmentionnée, ainsi qu'un "Reconfigurable Performance Display" (RPD) en option pour le coupé uniquement. L'option à 295 $ remplace la jauge de suralimentation du montant A et permet au conducteur de manipuler le contrôle de traction, le contrôle de stabilité, les "points de changement de vitesse" et l'engagement du Competitive Mode, ainsi que des informations concernant le couple moteur et la puissance des g, le boost, un rapport air-carburant à large bande, la pression barométrique, la température et la tension de la batterie. Pour 2010, le RPD et un toit ouvrant électrique étaient de série. Les options de couleur intérieure rouge/ébène et gris/ébène ont également été abandonnées, tout comme la berline turbocompressée.
Un kit Stage 1 qui porte la puissance à 290 ch (216 kW) et 461 N m a été mis à disposition en octobre 2009 après plusieurs retards. Le kit peut être installé par le propriétaire de la voiture, mais la modification finale de l'unité de commande du moteur du véhicule doit avoir lieu chez un concessionnaire GM.

### SS Naturally aspirated (atmosphérique)
Chevrolet a présenté une Cobalt SS à l'automne 2005 en tant que modèle de 2006, disponible en coupé et en berline. Elle comprenait le moteur LE5 Ecotec de 2,4 L à calage variable des soupapes, développant 171 ch (128 kW) à 5 600 tr/min et 221 N m à 5 000 tr/min, puis augmenté à 226 N m à 4 500 tr/min. Le moteur LE5 été associé à une boîte manuelle 5 vitesses (ou éventuellement à une boîte automatique 4 vitesses 4T45) pour 2006 et a été introduit sur la plate-forme traction avant Delta et la plate-forme propulsion Kappa. Pour les années modèles 2006 et 2007, la voiture été appelée SS, ou "1SS", mais a été remplacée par le surnom "Cobalt Sport" pour 2008 avec l'introduction anticipée de la SS turbocompressée; c'est la transmission Getrag F23 avec des rapports différents que ceux de la F35 des voitures à induction forcée, et c'est la même transmission que Chevrolet a accouplée au moteur L61 2,2 L dans les Cobalt LS et LT.
D'autres changements par rapport à la voiture suralimentée sont notables mais pas drastiques; Des roues de 17 pouces à rayons larges avec des pneus Pirelli toutes saisons P205/50R17 plus étroits étaient de série, tout comme le becquet à profil bas. Les Cobalt finition Sport de 2,4 L et 2,2 L ont un indicateur de vitesse de 220 km/h au Canada) avec des jauges blanches en option. La voiture roule avec la suspension FE3, supérieure et plus sportive à celle des Cobalt de base mais moins raffinée que la FE5 sur les voitures suralimentées et turbocompressées. Les freins des modèles à moteurs atmosphériques et suralimentés de 2,4 L sont identiques, mais le modèle turbocompressé a reçu un système de freinage Brembo amélioré. Les pare-chocs avant et arrière sont les mêmes, mais il manque un accessoire pour les lèvres à l'avant et le bas du carénage arrière est légèrement différent. À l'exception du style extérieur et de certaines garnitures intérieures, le véhicule est identique a la Pontiac G5 GT.
| Performance de la Chevrolet Cobalt SS                                   | Performance de la Chevrolet Cobalt SS                                   | Performance de la Chevrolet Cobalt SS | Performance de la Chevrolet Cobalt SS |
|                                                                         | SS Naturally aspirated (atmosphérique) avec boîte manuelle à 5 vitesses | SS Supercharged (Suralimentée)        | SS Turbocharged (Turbocompressée)     |
| ----------------------------------------------------------------------- | ----------------------------------------------------------------------- | ------------------------------------- | ------------------------------------- |
| 0-97 km/h                                                               | 7,1 secondes                                                            | 5,9 secondes                          | 5,5 secondes                          |
| Quart de mile                                                           | 15,6 à 145 km/h)                                                        | 14.4 à 160 km/h                       | 13,9 à 166 km/h                       |
| Vitesse de pointe*                                                      | 208 km/h                                                                | 254 km/h                              | 249 km/h                              |
| *Limité électroniquement par l'unité de commande du moteur du véhicule. |                                                                         |                                       |                                       |

## Accueil
Les critiques de la Cobalt SS suralimentée étaient généralement positives. Alors que la Cavalier a reçu des critiques très négatives, la Cobalt suralimentée été considérée comme une amélioration et une première entrée digne pour GM sur le marché des tuners. Cependant, l'ajustement général et la finition étaient médiocres, et les niveaux de puissance n'étaient pas à la hauteur des autres concurrentes. Le journaliste Thom Blackett a déclaré: "Par rapport aux voitures plus contemporaines, notamment la Dodge Neon SRT‑4 et la Subaru WRX, ce badge SS semble perdre une partie de son éclat.". La transmission F35 a également été jugée inférieure à celle de la dernière génération de Honda Civic Si. Les critiques n'aimaient pas non plus les roues lourdes qui affectaient négativement la maniabilité, ainsi que le becquet qui gênait la visibilité vers l'arrière. Parlant de l'aile aérodynamique à haut profil, la journaliste automobile Alexandra Straub a déclaré: "Le becquet de couvercle de coffre était directement dans mon champ de vision lorsque je regardais par le rétroviseur. C'est presque comme si tout avait été coupé en deux.". Dans son examen d'un modèle ultérieur, John Neff d'Autoblog a qualifié l'aile de "désagréable". Certains propriétaires de Cobalt SS ont échangé des spoilers avec des propriétaires de finitions inférieurs pour obtenir un look moins agressif, ou ont échangé l'ensemble du coffre avec des propriétaires de Cobalt LS, pour qui un aileron arrière est simplement facultatif. La Cobalt SS à moteur atmosphérique été vue comme une amélioration par rapport aux modèles de base avec son moteur 2,4 L légèrement plus puissant, mais notamment inférieur à la voiture suralimentée.
Le groupe motopropulseur de la Cobalt SS turbocompressée de 2008 a reçu des critiques élogieuses. John Neff d'Autoblog a déclaré: "La division GM Performance a complètement retravaillé la Cobalt SS pour 2008, en remplaçant un moteur turbocompressé plus puissant, en améliorant le reste de la mécanique et en peaufinant l'ensemble de la finition sur les pistes de course les plus exigeantes du monde, y compris le célèbre Nürburgring en Allemagne. Le résultat est - et nous ne plaisantons pas ici - la voiture de performance la plus impressionnante à porter un logo Chevrolet en vente aujourd'hui." Les journalistes ont été impressionnés par les performances de la voiture par rapport au prix; Neff a ajouté que le "La Cobalt SS Turbo de 2009 est incroyablement bien pour aller vite et est le meilleur rapport qualité-prix en dessous de 30 000 $". Ron Kiino de Motor Trend a déclaré: "à seulement 22 995 $, SS pourraient être l'abréviation de Super Steal". Le prix de base a été augmenté à 24 095 $ pour l'année modèle 2009.
La suspension réglée sur le Nürburgring confère a la Cobalt SS certaines des meilleures caractéristiques de maniabilité de tout véhicule à traction avant de General Motors, et la suspension est plus rigide et plus raffinée que la voiture suralimentée. Hormis l'intérieur qui n'avait guère changé, hormis les sièges, les critiques persistaient. De l'intérieur de la berline turbocompressée, Car and Driver a déclaré qu'elle "est construite principalement en plastique assez bon marché pour être rejetée par une usine de jouets chinoise; la Tata Nano a probablement un levier de frein de stationnement plus sophistiqué". La nouvelle Cobalt a été la gagnante dans sa catégorie de prix (moins de 30 000 $) du concours Lightning Lap 2008 de Car and Driver sur le Virginia International Raceway, battant les temps au tour de plusieurs voitures dans la catégorie 30 000 $ - 60 000 $, y compris la Mitsubishi Lancer Evolution X. Elle détenait le record de traction avant jusqu'à ce qu'elle soit dépassée par la Honda Civic Type R en 2018. Quatre Chevrolet Cobalt SS ont été utilisées dans la catégorie Continental Challenge Street Tuner en 2009.